# Amsacta
Amsacta este un gen de insecte lepidoptere din familia Arctiidae.

## Galerie

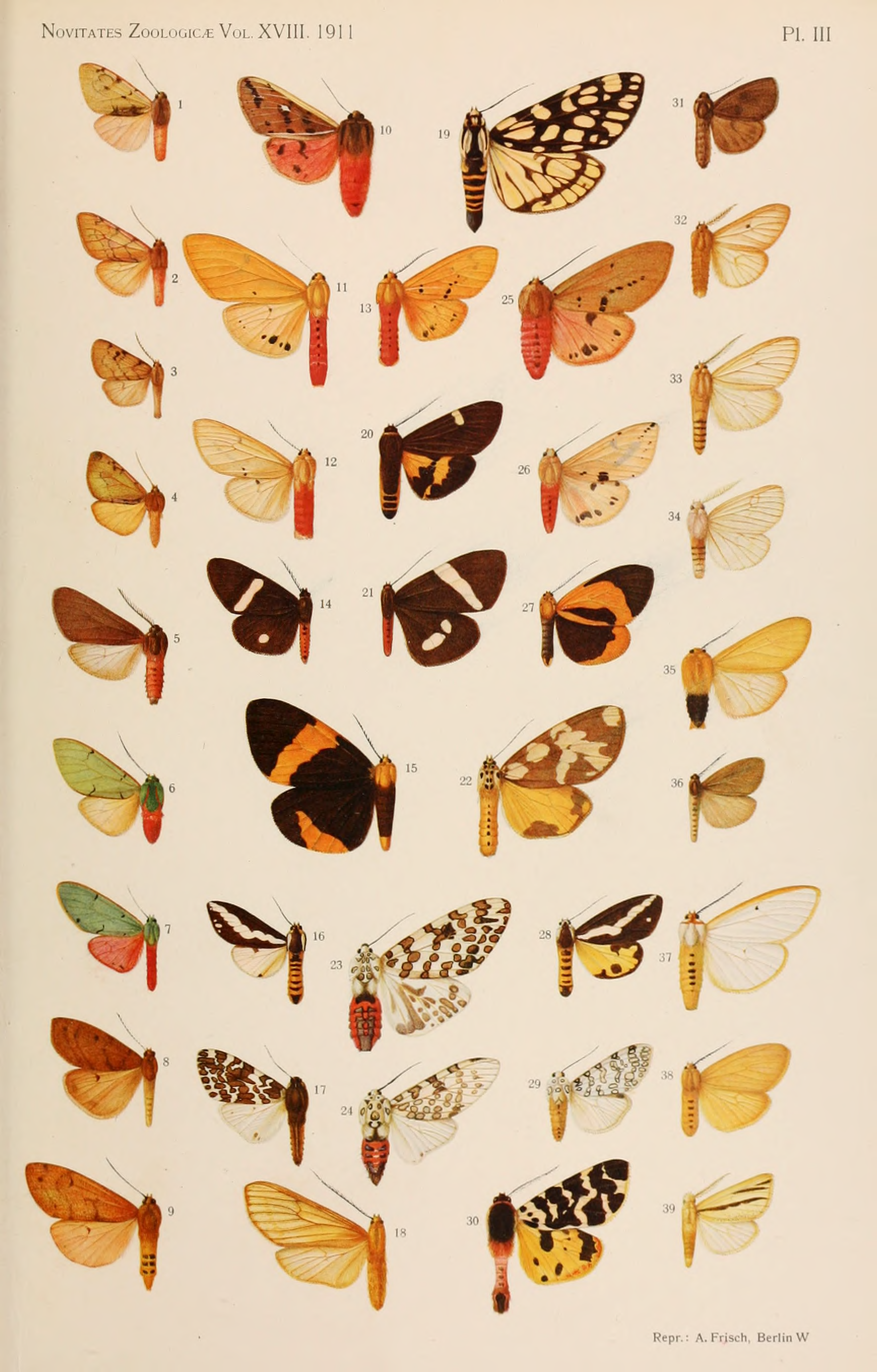

## Specii[1]
- Amsacta albistriga
- Amsacta aliena
- Amsacta assamica
- Amsacta aureolimbata
- Amsacta bicoloria
- Amsacta candidula
- Amsacta cardinalis
- Amsacta celebensis
- Amsacta celebesica
- Amsacta collaris
- Amsacta confluens
- Amsacta corsima
- Amsacta costalis
- Amsacta diminuta
- Amsacta duberneti
- Amsacta elongata
- Amsacta emittens
- Amsacta epicaste
- Amsacta felderi
- Amsacta flaveola
- Amsacta flavimargo
- Amsacta flora
- Amsacta frederici
- Amsacta fuscosa
- Amsacta gangara
- Amsacta gangarides
- Amsacta grammiphlebia
- Amsacta hampsoni
- Amsacta insolata
- Amsacta insolatana
- Amsacta kaschmirica
- Amsacta lactinea
- Amsacta latimarginalis
- Amsacta lineola
- Amsacta luteomarginata
- Amsacta marginalis
- Amsacta marginata
- Amsacta melanogastra
- Amsacta moloneyi
- Amsacta moorei
- Amsacta negrita
- Amsacta nigrisignata
- Amsacta nivea
- Amsacta occidentalis
- Amsacta octomaculata
- Amsacta paolii
- Amsacta punctipennis
- Amsacta punctistriga
- Amsacta roseicostis
- Amsacta rubricosta
- Amsacta rubricostata
- Amsacta sanguinolenta
- Amsacta sara
- Amsacta sarala
- Amsacta senegalensis
- Amsacta simplicans
- Amsacta strigata
- Amsacta stygioides